# Saccopteryx
Saccopteryx là một chi động vật có vú trong họ Dơi bao, bộ Dơi. Chi này được Illiger miêu tả năm 1811. Loài điển hình của chi này là Vespertilio lepturus Schreber, 1774.

## Các loài
Chi này gồm các loài: